# Liste de sociétés savantes des États-Unis
Cet article donne la Liste de sociétés savantes des États-Unis:
- Acoustical Society of America
- American Anthropological Association
- American Association for the Advancement of Science
- American Association of University Women
- American Astronautical Society
- American Astronomical Society
- American Chemical Society
- American Economic Association
- American Geophysical Union
- American Historical Association
- American Meteorological Society
- American Ornithologists' Union
- American Philosophical Society
- American Physical Society
- American Physiological Society
- American Psychiatric Association
- ASM International
- American Society for Microbiology
- American Society of Civil Engineers
- American Society of Mammalogists
- American Society of Mechanical Engineers
- American Statistical Association
- Astronomical Society of the Pacific
- Botanical Society of America
- Ecological Society of America
- Entomological Society of America
- Geological Society of America
- Mathematical Association of America
- The Planetary Society